# Gânglio vestibular
O gânglio vestibular contém os corpos celulares dos nervos ampular, utricular e sacular. Esses nervos fazem parte do nervo vestibular, parte do nervo vestibulococlear (VIII par craniano).